# Nachšonim
Nachšonim (hebrejsky נַחְשׁוֹנִים, doslova „Odvážlivci/Průkopníci“, v oficiálním přepisu do angličtiny Nahshonim) je vesnice typu kibuc v Izraeli, v Centrálním distriktu, v Oblastní radě Drom ha-Šaron.

## Geografie
Leží v nadmořské výšce 85 metrů na pomezí hustě osídlené a zemědělsky intenzivně využívané pobřežní nížiny, respektive jižního okraje Šaronské planiny, a kopcovitých oblastí podél Zelené linie oddělujících vlastní Izrael v mezinárodně uznávaných hranicích od okupovaného Západního břehu Jordánu
Obec se nachází 17 kilometrů od břehu Středozemního moře, cca 17 kilometrů východně od centra Tel Avivu a cca 83 kilometrů jižně od centra Haify. Leží na východním okraji silně urbanizovaného území aglomerace Tel Avivu. Nachšonim obývají Židé, přičemž osídlení v tomto regionu je etnicky převážně židovské. 3 kilometry severním směrem odtud leží město Roš ha-Ajin, 1 kilometr na jih město El'ad. Dál na východ leží řídce zalidněné kopcovité oblasti na úpatí Samařska.
Nachšonim je na dopravní síť napojen pomocí lokální silnice číslo 444. Západně od kibucu probíhá paralelně s ní severojižním směrem také dálnice číslo 6.

## Dějiny
Nachšonim byl založen v roce 1949. Jeho zakladateli byla skupina egyptských imigrantů a několika rodilých Izraelců. Šlo o Židy napojené na mládežnickou organizaci ha-Šomer ha-Ca'ir, kteří od roku 1945 pobývali v kibucu Ejn ha-Šofet a také v osadách Kfar Menachem, Dan a Tel Amal. K usazení v dnešní lokalitě přikročili 13. srpna 1949.
Správní území kibucu dosahuje 3000 dunamů (3 kilometry čtvereční). Místní ekonomika je založena na zemědělství, funguje tu i průmysl. Kibuc je znám pro svůj zábavní park.
Dříve se této lokalitě říkalo Migdal Cadik (מגדל צדק). Do roku 1948 stávala 2 kilometry severně od nynějšího kibucu, na jižním okraji dnešního města Roš ha-Ajin arabská vesnice. Jmenovala se Madždal Džaba. Navazovala na starší osídlení. Římané ji nazývali Aphekou Pyrgos, křižáci Casal Mirable. V roce 1931 v ní žilo 966 lidí v 227 domech. Stála tu mešita a základní chlapecká škola. Počátkem války za nezávislost v červenci 1948 ji ovládly izraelské síly a arabské osídlení tu skončilo. Zástavba vesnice pak byla téměř zcela zbořena. S výjimkou velkého paláce rodiny al-Radžan. Mezi lokací této zaniklé arabské vesnice a kibucem Nachšonim se rozkládá velký lom na kámen.

## Významní rodáci
- Harel Levy – tenista

## Demografie
Podle údajů z roku 2014 tvořili naprostou většinu obyvatel v Nachšonim Židé (včetně statistické kategorie "ostatní", která zahrnuje nearabské obyvatele židovského původu ale bez formální příslušnosti k židovskému náboženství).
Jde o menší obec vesnického typu s dlouhodobě stagnující populací. K 31. prosinci 2014 zde žilo 330 lidí. Během roku 2014 populace stoupla o 0,6 %.
| Rok            | 1961 | 1972 | 1983 | 1995 | 2001 | 2003 | 2004 | 2005 | 2006 | 2007 | 2008 | 2009 | 2010 | 2011 | 2012 | 2013 | 2014 |
| -------------- | ---- | ---- | ---- | ---- | ---- | ---- | ---- | ---- | ---- | ---- | ---- | ---- | ---- | ---- | ---- | ---- | ---- |
| Počet obyvatel | 274  | 233  | 235  | 243  | 292  | 283  | 305  | 305  | 310  | 318  | 305  | 335  | 325  | 328  | 325  | 328  | 330  |